# Jaroslav Janus
Jaroslav Janus (* 21. September 1989 in Prešov, Tschechoslowakei) ist ein slowakischer Eishockeytorwart, der seit Oktober 2022 beim HC Košice aus der slowakischen Extraliga unter Vertrag steht.

## Karriere
Jaroslav Janus begann seine Karriere als Eishockeyspieler in seiner Heimatstadt in der Nachwuchsabteilung des HC Prešov, in der er bis 2005 aktiv war. Anschließend wechselte der Torwart in die Nachwuchsabteilung des HC Slovan Bratislava, in der er die folgenden beiden Jahre abwechselnd bei dessen U18- und U20-Junioren verbrachte. Zur Saison 2007/08 schloss er sich den Erie Otters aus der kanadischen Juniorenliga Ontario Hockey League, die ihn beim CHL Import Draft 2007 an insgesamt zweiter Stelle gezogen hatten, an. Während seiner Zeit in Kanada wurde er im NHL Entry Draft 2009 in der sechsten Runde als insgesamt 162. Spieler von den Tampa Bay Lightning ausgewählt. Bei diesen erhielt er im Januar 2010 einen Vertrag, woraufhin er für das Farmteam der Lightning, die Norfolk Admirals, in der American Hockey League zwischen den Pfosten stand. Den Großteil der Saison 2010/11 verbrachte er jedoch beim Kooperationspartner Florida Everblades in der ECHL. In der folgenden Spielzeit gewann er mit den Norfolk Admirals den Calder Cup.
Zur Saison 2012/13 kehrte er zum HC Slovan Bratislava in seine slowakische Heimat zurück. Bei der Mannschaft, die kurz zuvor in die Kontinentale Hockey-Liga aufgenommen worden war, wurde er auf Anhieb Stammtorwart. In der Saison 2014/15 teilte er sich den Posten des Torhüter mit Johan Backlund, ehe er im Januar 2015 an den  HC Sparta Prag aus der tschechischen Extraliga abgegeben wurde.
In den Spieljahren 2015/16 und 2016/17 stand Janus dann beim HC Verva Litvínov unter Vertrag und zeigte vor allem in der Extraliga-Relegation 2016 mit Fangquoten über 92 % und einem Gegentorschnitt von 1,6 hervorragende Leistungen. Im Mai 2017 kehrte Janus zum HC Slovan Bratislava zurück, blieb aber ohne Einsatz für den Klub und wurde Ende September des gleichen Jahres entlassen.
Zwischen November 2020 und Mai 2021 stand Janus bei Fehérvár AV19 aus der ICE Hockey League unter Vertrag, war anschließend ohne Anstellung und erhielt im November 2021 einen Kurzzeitvertrag bei SaiPa aus der finnischen Liiga. Ab Januar 2022 stand er bei den Rytíři Kladno aus der tschechischen Extraliga unter Vertrag, ehe er im Oktober des gleichen Jahres vom HC Košice aus der heimischen tipos-Extraliga verpflichtet wurde. Beim HC Košice gehörte er in der Saison 2022/23 zu den statistisch besten Torhütern bezüglich Gegentorschnitt und Fangquote und verhalf dem Team damit zum Gewinn der Hauptrunde sowie der Playoffs, sodass er erstmals in seiner Karriere slowakischer Meister wurde.

### International
Für die Slowakei nahm Janus im Nachwuchsbereich an der U18-Junioren-Weltmeisterschaft 2007 sowie der U20-Junioren-Weltmeisterschaft 2009 teil. Bei der U20-WM 2009 wurde er in das All-Star Team des Turniers gewählt.
Für die Herren-Auswahl absolvierte er bei den Weltmeisterschaften 2013, 2014 und 2017 insgesamt vier Spiele.

## Erfolge und Auszeichnungen
- 2009 All-Star Team bei der U20-Junioren-Weltmeisterschaft
- 2012 Calder-Cup-Gewinn mit den Norfolk Admirals
- 2014Teilnahme am KHL All-Star Game
- 2023 Bester Gegentorschnitt (1,89) und Fangquote (93,9 %) der Extraliga
- 2023 slowakischer Meister mit dem HC Košice